# Giuseppe Gandolfo
Pour les articles homonymes, voir Gandolfo.
Giuseppe Gandolfo  (Catane, 28 août 1792 -  13 septembre 1855) est un peintre italien  qui fut actif au XIXe siècle.

## Biographie
À l'âge de 27 ans, Giuseppe Gandolfo  se rendit à Rome où il étudia auprès de Giuseppe Errante.
En 1820 il se rendit à Florence afin de se perfectionner auprès de Pietro Benvenuti.
Il se montra très habile dans la reproduction d'œuvres de Raphaël, du Corrège et du Titien, ce qui lui valut des commandes de copies de chefs-d'œuvre italiens de la part de l'ambassadeur d'Angleterre qui les envoya à Londres.
Par la suite, le Grand-duc de Toscane  lui commanda d'autres œuvres pour la pinacothèque du cardinal Opizzone, frère du ministre du grand-duc, pour le ministère ainsi que pour d'autres familles aristocratiques.
En 1821, à la suite de la mort de son père, il retourna à Catane. Il tomba gravement malade et retourna à Florence en 1822 sur l'insistance du cardinal Opizzone. De nouveau atteint de maladie, il retourna de nouveau à Catane où il mourut en 1855.
Parmi ses élèves figurent son neveu Antonino Gandolfo et Giuseppe Sciuti.

## Œuvres
- Le Portrait de ma belle-sœur Anna Brancaleone (1823), Musée du Château d'Ursino[1]
- Portrait de ma nièce Clementina[2]
- Portrait de Carmelo Mirone (1839), Musée du Château d'Ursino.
- Portrait d'Emanuele Rossi, Biblioteca e pinacoteca Zelantea, Acireale.
- Clair de Lune,

## Sources
- (it) Cet article est partiellement ou en totalité issu de l’article de Wikipédia en italien intitulé « Giuseppe Gandolfo » (voir la liste des auteurs).